# Leith
Leith ([ˈliːθ], en gaélico escocés: Lìte es un distrito municipal de la ciudad de Edimburgo (Escocia). El distrito se sitúa en el norte de la ciudad, en la desembocadura del río Water of Leith y junto al puerto de Edimburgo.
Históricamente forma parte del Midlothian, estando ubicado en la costa de Firth of Forth y dentro del área de concejo de la Ciudad de Edimburgo.
La primera mención de Leith con su nombre aparece en la carta que autorizaba la construcción de la abadía de Holyrood y oficialmente se convirtió en puerto de Edimburgo en 1329, cuando Roberto I de Escocia transfirió el control de los magistrados y ciudadanos a Edimburgo. Es un puerto muy activo, por el que pasaron 1,5 millones de toneladas de carga en 2003.